# Peru i olympiska sommarspelen 1960
Peru deltog med 31 deltagare vid de olympiska sommarspelen 1960 i Rom. Ingen av landets deltagare erövrade någon medalj.